# ベイラー大学
ベイラー大学（Baylor University）は、アメリカ合衆国テキサス州ウェイコにあるミッション系私立大学。

## 概要
米国で最大のキリスト教プロテスタント宗派である南部バプテスト派により設立された私立大学であり、キリスト教精神に基づいた教育を特色としている。米国で大いに利用されているUS News Ranking 2019年度版でNational Universityランキングでtier2と見なされる78位に、Best Value Schoolsランキングで57位にランクインしている。
日本の西南学院大学とは姉妹校の関係で、梅光学院大学大学院、法政大学とは交換留学制度を締結している。

## 歴史
1841年、ユニオンバプテスト協会の会合で、ウィリアム・ミルトン・トライオン牧師とベイラー牧師の提案を受け入れ、テキサス州でバプテスト大学を設立することを決定した。テキサス地区の裁判官で、米国下院議員でもあったベイラーの名が、大学の校名になった。1844年の秋、テキサス・バプテスト教育協会は、バプテスト大学を設立するためにテキサス共和国大会に嘆願し、1845年2月1日に公式にベイラー大学が設立された。創立者たちは、テキサス州インディペンデンスに大学キャンパスを建設した。1846年にベイラーの指導者たちはチャペルを始めた。伝統は今日も続いており、160年以上にわたり学生の生活の一部となっている。
1885年にベイラー大学は、ウェーコに移り、ワコ大学という地元の大学と合併した。同年に、ベイラー女子大学も新しい場所、テキサス州ベルトンに移され、Mary Hardin-Baylor大学になった。
1903年、ベイラー大学は医学部をダラスに設立し、ベイラー医科大学になった。ベイラー大学はその後、医科大学をヒューストンに移した。1969年、ベイラー医科大学はベイラー大学から独立した。2つの機関は強固な関係を維持しており、ベイラー大学は依然としてベイラー医科大学の評議員の約25％を選出している。

## スポーツ
カレッジスポーツでは、NCAAディビジョン1のビッグ12カンファレンスに所属している。カレッジバスケットボールの男子バスケットボールチームは2021年にNCAA全米選手権の決勝にてゴンザガ大学を86-70で破り、大学史上初の優勝を成し遂げた。

## 出身者
- トマス・ハリス - アメリカの小説家。羊たちの沈黙、レッド・ドラゴンなどの著作で知られる。
- 渡部 信：1948-、大学院宗教学部卒（宗教学M.A.）、 日本キリスト教協議会議長、日本聖書協会総主事、クリスチャンプレス代表、青山学院評議員、聖書協会世界連盟理事、常盤台バプテスト教会協力牧師
- 金丸 英子：1959-、博士課程宗教学（歴史神学Ph.D.）、 西南学院大学神学部教授・学部長
- 林和行　- ベテル神学校、大学准教授